# Iztok Cergol
Iztok Cergol, slovenski računalniški inženir in glasbenik - violinist, poliinstrumentalist, zborovodja in dirigent, * 29. januar 1982, Trst, Italija.

## Življenjepis
Rodil se je v Trstu, oče Aleksander, mati Majda Cibic. Iztok Cergol je maturiral na Klasičnem liceju France Prešeren v Trstu leta 2000, leta 2004 pa je diplomiral na tržaški Inženirski fakulteti z diplomsko nalogo o mrežnem protokolu Z39.50. Štiri leta kasneje je z odliko zaključil še podiplomski študij računalniškega inženirstva na Inženirski fakulteti v Trstu z diplomsko nalogo o katalogizacijskih sistemih v peer-to-peer omrežjih.

## Glasba
Glasbo je spoznal pri petih letih, ko mu je ded Milko Cibic pokazal črnobele tipke na klavirju in na orglah. Leto kasneje je pričel s študijem violine na tržaški Glasbeni matici pod mentorstvom prof. Jagode Kjuder. Študij je zaključil leta 2001 na glasbenem konservatoriju Giuseppe Tartini v Trstu. Pri 12. letih je dobil v roke kitaro in harmoniko, obenem je obiskoval tečaje in poletne seminarje orglanja. Dobrih deset let kasneje je začel spoznavati svet pihal s klarinetom in saksofonom ter svet trobil s trobento.
Leta 1998 je pristopil k svojemu prvemu bendu Kraški ovčarji , od leta 2004 pa je član skupine Mali bogovi . Med leti 2007-08 je igral pri doberdobski skupini Blek Panters , z Matejem Grudnom - Kekom pa je na začetku 3. tisočletja ustanovil KUD Grešni kozli, ki je nastopal najprej kot cover band, v letih 2013-15 pa kot glasbeno-gledališki duo z avtorsko muzikomedijo (u)TRI(n)KI . Od leta 2015 se Grešni kozli  predstavljajo kot acoustic rock band , v katerem je Cergol kitarist in avtor večine glasbe. 
Vodil je moški pevski zbor Kolonkovec in je pomožni dirigent pri Godbenem društvu Nabrežina . Občasno sodeluje s šolskim orkestrom tržaške Glasbene matice iz Trsta in z orkestrom Glasbenega centra Emil Komel iz Gorice. Od leta 2014 nastopa s skupino Zmelkoow v vlogi maestra Zergoloffa .